# 구형 테스트
모클리(Mauchly)의 구형 테스트(sphericity test) 또는 모클리의 W(Mauchly' W)는 반복측정 분산분석(repeated measure ANOVA)을 검증하는 데 사용되는 통계 테스트이다. 1940년에 존 모클리(John Mauchly)가 개발했다.
구형도(sphericity)는 ANOVA중 반복측정 ANOVA(반복측정 분산분석)의 중요한 가정이다. 가능한 모든 개체-내 조건 쌍(즉, 독립 변수 수준)간의 차이의 분산이 동일한 조건일것을 가정한다. 구형도의 위반은 모든 조건 조합 간의 차이의 분산이 동일한 경우가 아닐 때 발생한다는 것이다. 구형도가 위반되면 분산 계산이 왜곡되어 F-비(F ratio)가 부풀려질 수 있다. 3개 이상의 반복 측정 계수 수준이 있을 때 구형도를 평가할 수 있으며 각 추가 반복 측정 계수를 사용하면 구형도 위반 위험이 증가한다. 구형도가 위반되는 경우 일변량 또는 다변량 분석을 선택할지 여부를 결정해야한다. 일변량 방법을 선택한 경우 반복측정 ANOVA는 구형도가 위반된 정도에 따라 적절하게 수정되어야 한다.

## 동분산성
구형도(sphericity)의 일반화는 동분산성(等分散性,homoskedasticity)으로 표현될수있다.

## 같이 보기
- 레빈 검정
- T 테스트